# عبدالله فهمی
عبدالله فهمی (عربی: عبدالله فهمي؛ زادهٔ ۳ اوت ۱۹۷۳) بازیکن فوتبال اهل مراکش بود.
از باشگاه‌هایی که در آن بازی کرده‌است می‌توان به باشگاه فوتبال غازی عینتاب‌اسپور، باشگاه فوتبال لیل، باشگاه ورزشی الخور، باشگاه فوتبال استراسبورگ، باشگاه ورزشی العربی قطر، و باشگاه فوتبال الرجا اشاره کرد.
وی همچنین در تیم ملی فوتبال مراکش بازی کرده‌است.